# Nambéguian (Yako)
Pour les articles homonymes, voir Nambéguian.
Nambéguian est une localité située dans le département de Yako de la province du Passoré dans la région Nord au Burkina Faso.

## Économie
L'économie du village repose sur l'agriculture reposant sur l'exploitation du bas-fonds rizicole produisant du riz pluvial,.

## Santé et éducation
Le centre de soins le plus proche de Nambéguian est le centre de santé et de promotion sociale (CSPS) de Tindila tandis que le centre médical avec antenne chirurgicale (CMA) de la province se trouve à Yako.
Depuis 2019, le village possède une école primaire publique avec deux salles de classe accueillant une soixantaine d'élèves à cette date.